# Gérard Buquet
Pour les articles homonymes, voir Buquet.
Gérard Buquet, né en 1954, est un tubiste, chef d'orchestre et compositeur français.

## Biographie
Après avoir été élève du conservatoire national supérieur de musique et de danse de Paris il étudie la musicologie à l'Université de Strasbourg. Il suit également des études de composition avec Claude Ballif et Franco Donatoni.
Il joue ensuite au sein de l'Orchestre de Paris, de l'Orchestre national de France et de l'Orchestre philharmonique de Radio France.
De 1976 à 2001, il est le tubiste de l'Ensemble intercontemporain.
Il enseigne au conservatoire national supérieur de musique et de danse de Paris à partir de 1997.

## Compositions
- 2006 : Surimpressions
- 2005 : Les danses du temps
- 2001 : Adverb
- 1997 : Zwischen[2]